# Сфумато
Сфумато је техника ликовне умјетности којом се споро али непрестано губе облици, и стално мијешају свјетла и сјене. Ријеч "сфумато" потиче из италијанског језика и значи задимљен, магловит, мутан. Карактерисана је одсуством наглих прелаза и наглих граница између предјела слике, дајући изразито фине, непримјетне тонске прелазе. Најпознатији умјетник који је користио ову технику био је Леонардо да Винчи. 
Сфумато није био само техника, већ и начин поетског изражавања због мицања чврстих граница облицима и изразима људских бића.